# 丰满蚱
丰满蚱（学名：Tetrix fengmanensis）一种发现于中华人民共和国吉林省丰满水库地区的昆虫，隶属于蚱科蚱属。

## 形态特征
正模标本为雌性成虫，体长10.2毫米，呈黑褐色。头部不突起，头顶宽为一复眼宽的1.6倍。触角丝状，着生于复眼下缘内侧，14节，中段一节的长为宽的3.5倍。前胸背板前缘平直，背面屋脊形，后突长锥形，伸达后足胫节中部。前翅长卵形，其最宽处与中足股节几乎等宽，后翅超出前胸背板末端1.3毫米。后足跗节第1节下缘的肉垫最小，第2肉垫居中，第3肉垫最大。